# Haplochernes norfolkensis
Espèce
Haplochernes norfolkensis est une espèce de pseudoscorpions de la famille des Chernetidae.

## Distribution
Cette espèce est endémique de l'île Norfolk dans le Pacifique Sud,.

## Description
Les femelles mesurent de 2,5 à 3,5 mm.

## Étymologie
Son nom d'espèce, composé de norfolk et du suffixe latin -ensis, « qui vit dans, qui habite », lui a été donné en référence au lieu de sa découverte, l'île Norfolk.

## Publication originale
- Beier, 1976 : The pseudoscorpions of New Zealand, Norfolk, and Lord Howe. New Zealand Journal of Zoology, vol. 3, no 3, p. 199-246 (texte intégral).